# Нітрозаміни
Нітро́заміни (N-нітро́зоаміни) — органічні сполуки із загальною формулою R1R2NNO, де R1, R2 — алкільний або арильний радикал. Є також первинні нітрозаміни (нестійкі, зазвичай не можуть бути виділені окремо) та їхні N-ацильні похідні загальної формули RN(X)NO — нітрозаміди (X = COR), нітрозосечовини (X = CONR2), нітрозоуретани (X = COOR) та інші.

## Отримання
Утворення нітрозамінів здійснюється введенням нітрозо-групи у вторинні аміни або аміди наступними речовинами:
- нітритом натрію в слабокислому середовищі,
- оксидом азоту (III),
- оксидом азоту (IV),
- NO2BF4[en].

Нітрозаміни отримують також взаємодією вторинних амінів із нітритом натрію й формальдегідом або хлоралем:

## Будова
Атоми в молекулах нітрозамінів розташовуються в одній площині. Будова молекули найпростішого органічного нітрозаміну (CH3)2NNO:
Обертання по зв'язку N−N ускладнене великою енергетичною перепоною (ΔG‡ = 75—190 кДж/моль).
В ультрафіолетовому спектрі присутні 2 смуги λмакс = 360 нм (перехід n → π, ε ~ 100) і λмакс = 230—255 нм (перехід n → π, ε ~ 5000).
В ІЧ-спектрі розрізняються 2 особливі смуги для зв'язку N=O (1430—1530 см−1) і зв'язку N−N (~1000 см−1).

## Фізичні та хімічні властивості
Первинні нітрозаміни (R1 = H) — малостійкі речовини, стійкі тільки при температурах нижче 0 ° C.
Нітрозаміни є рідкими або твердими речовинами жовтого кольору, поодинці — малостійкі. Добре розчинні у воді й у багатьох органічних розчинниках.
За дії відновників (водень на платині, паладії, LiAlH4) нітрозаміни перетворюються в похідні гідразину. Дія сильніших відновників (водень на нікелі Ренея, амальгама натрію) на нітрозаміни супроводжується розривом зв'язку N−N з утворенням вторинних амінів.
Азотна й перфторпероксиоцтова кислоти окислюють нітрозаміни у відповідні N-нітраміни. Ангідриди органічних кислот ацилюють нітрозаміни та розривають зв'язок N−N. Дія хлороводню також призводить до розриву зв'язку N−N.
Фотоліз нітрозамінів у парогазовому стані призводить до розриву зв'язку N−N і утворення радикала R2N·.

## Застосування
Нітрозаміни застосовують для вилучення вторинних амінів із сумішей, а також для створення деяких лікарських препаратів і органічних барвників.

## Біологічний вплив
Нітрозаміни є високотоксичними сполуками. За попадання в організм вони вражають печінку, викликають кровотечу, конвульсії, можуть призвести до коми. Велика частина нітрозамінів мають сильну канцерогенну дію, виявляють мутагенні властивості. Проте N-нітрозо-N-метилсечовина навпаки має протипухлинну активність.

## Нітрозаміни в косметиці
Нітрозаміни є в багатьох косметичних засобах та їжі, але їх не вказують у складі, оскільки вони знаходяться у вигляді домішок (концентрація 1—3 ppm). Нітрозаміни були виявлені в 53 інгредієнтах і понад 10 тис. продуктів, що дозволяє скласти приблизний перелік добавок, де вони зустрічаються: туші, кондиціонери для волосся, дитячі та дорослі шампуні, бальзами-ополіскувачі, лосьйони й креми для засмаги та інші. Нітрозаміни утворюються в косметиці, коли за певних умов нітрати сполучаються з різними амінокислотами. Наприклад, коли аміноспирти, як-от діетаноламін (DEA) або триетаноламін (ТЕА), використовуються як консерванти, які можуть розкладатися до нітратів. Оскільки ці різні сполуки руйнуються з плином часу, вони можуть перетворюватися в нітроза міни. І DEA, і TEA є загальними домішками, які використовуються для регулювання водневого показника або є зволожувачами.